# Репница
Репница или белянка репная (лат. Pieris rapae) — дневная бабочка из семейства белянок (Pieridae).

## Внешний вид

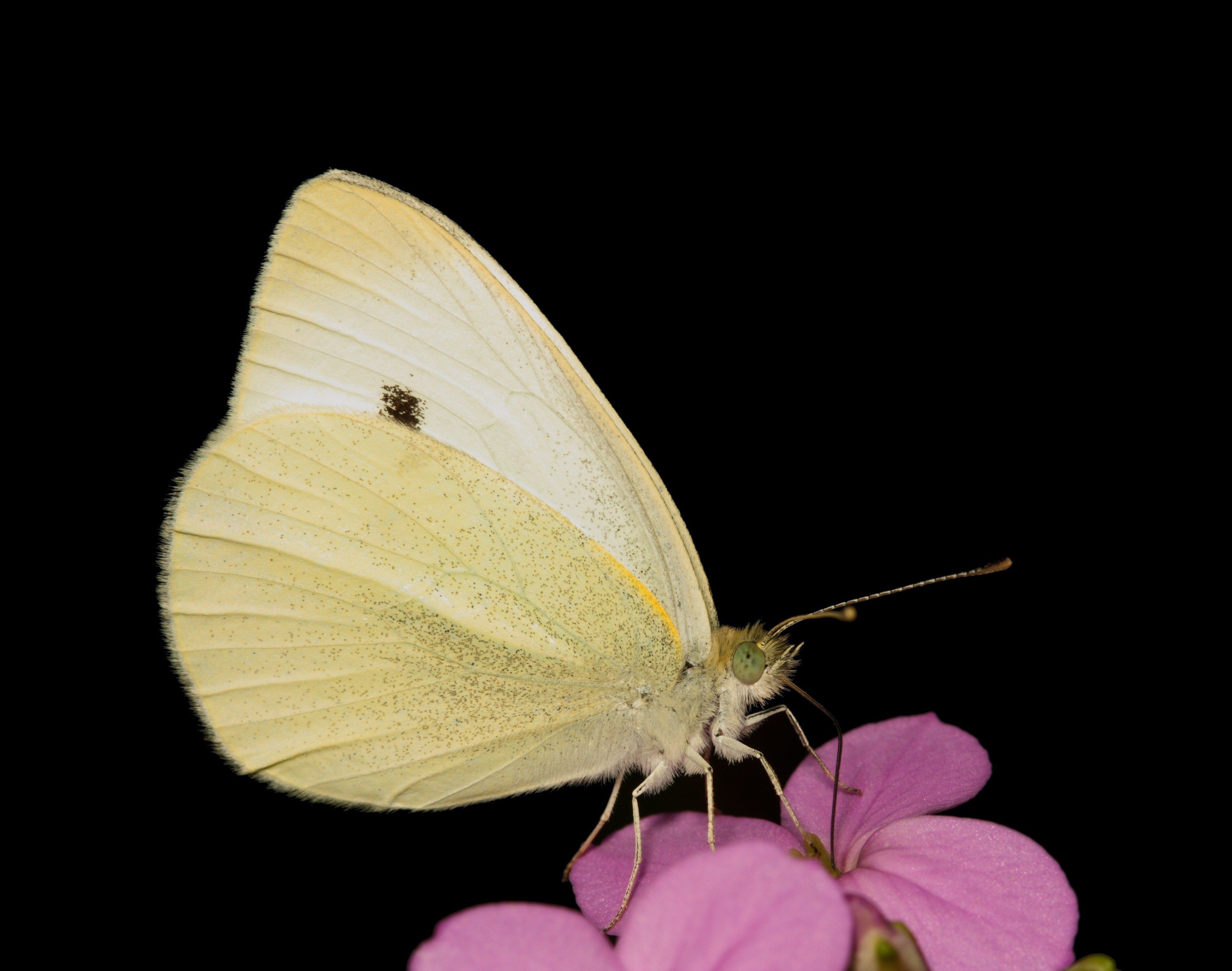
Нижняя сторона крыльев самца

Близка к капустнице (Pieris brassicae), но меньше её.
Длина переднего крыла 22—30 мм. Размах крыльев 40—50 мм. Окраска белая. Переднее крыло с чёрной вершиной и одним у самца, или двумя у самки, черноватыми пятнами. Вершинное пятно бледнее, чем у капустницы, не заходит за середину внешнего края крыла. На задних крыльях небольшие тёмные пятна на переднем крае присутствуют только у самок. Нижняя сторона крыльев бледно-жёлтая, на нижних крыльях с рассеянным опылением тёмных чешуек, которые не сконцентрированы вдоль жилок.

## Близкие виды
От брюквенницы (Pieris napi) отличается отсутствием тёмно-зелёного налета на жилках задних крыльев с нижней стороны.

## Ареал
Распространена в Европе, на Кавказе и в Закавказье, Северной Африке, Азии (кроме крайнего юга), Австралии и Северной Америке (завезена в 1860-х годах), Казахстан, Средняя Азия. В России вид распространён по всей европейской части (кроме крайнего севера), на юге Западной и Восточной Сибири (на север до Якутска), на Дальнем Востоке (включая Сахалин и Южные Курилы).

## Местообитание и время лёта
Встречается повсеместно и часто. Встречается на открытой местности, в садах, в прибрежной зоне морей, в горах поднимается на высоты до 2000 м, включая горные перевалы. Иногда могут наблюдаться вспышки массового размножения.
Развивается в 2—3 поколениях. Третье поколение всегда неполное. В отдельных участках ареала может развиваться до 5 поколений. Бабочки первого поколения летают с апреля по май, второго — с июля по август, третьего — с сентября по октябрь.
В европейской части России суммарное время лёта — с мая по август. Бабочки разных поколений отличаются по форме тёмных пятен и по чешуйчатому покрову.

## Жизненный цикл

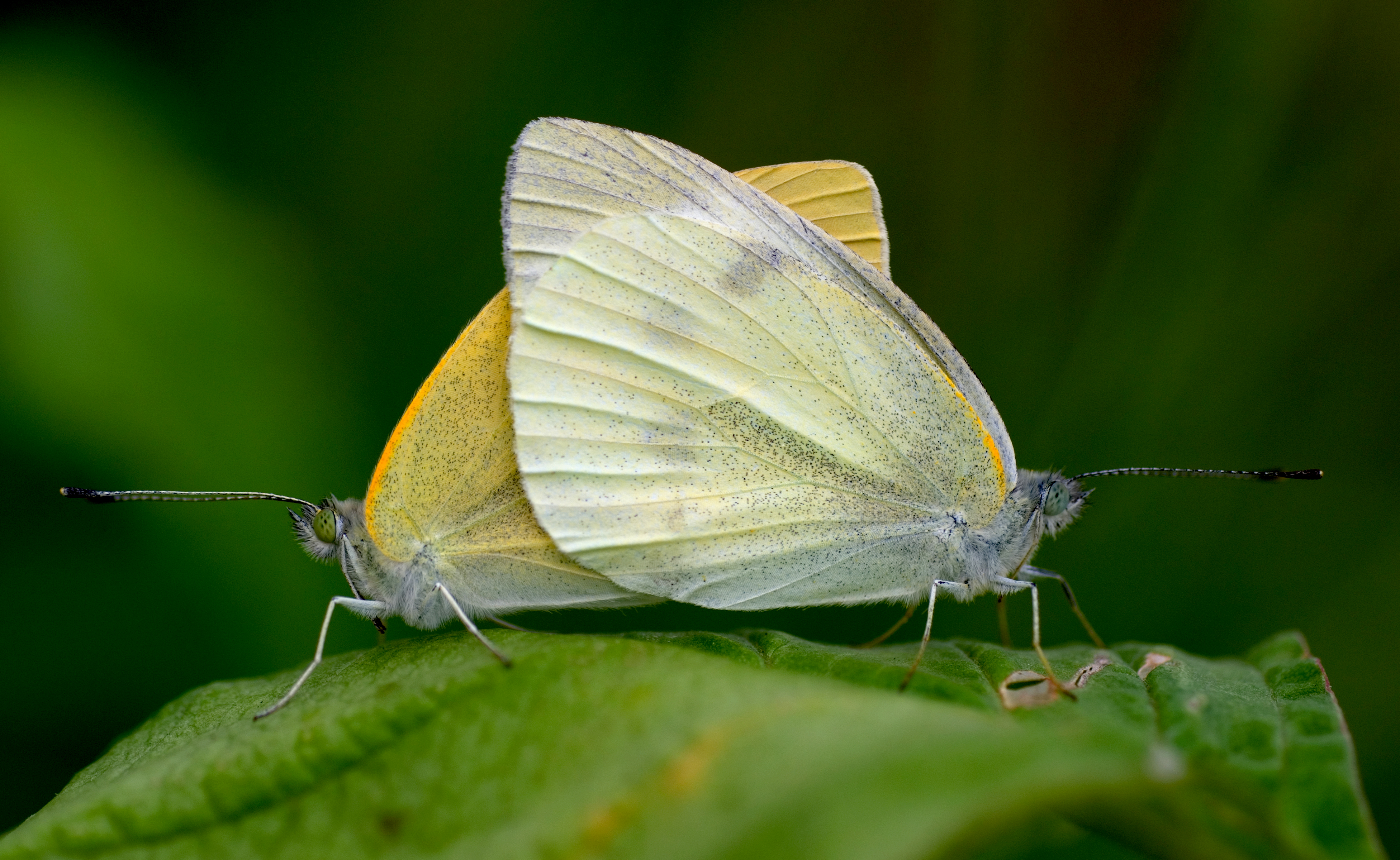
Спаривающаяся пара репниц (Pieris rapae)

### Яйцо
Яйца репница откладывает поодиночке, приклеивая их к кормовым растениям, на нижнюю и верхнюю стороны листьев. Плодовитость одной самки составляет до 500 яиц. Яйца бледно-жёлтого цвета откладываются по одному. Стадия яйца длится 5—11 дней.

### Гусеница

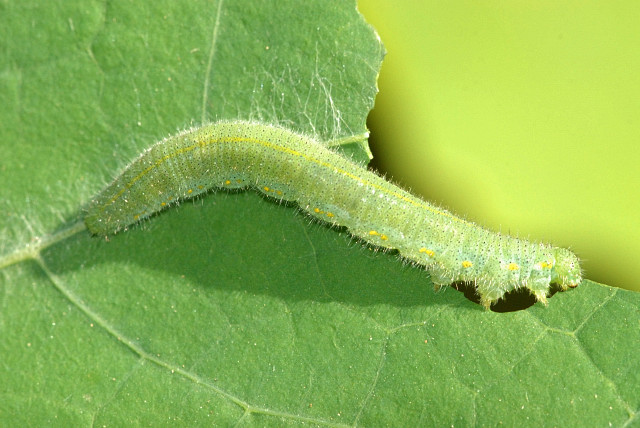
Гусеница молодого возраста

Гусеницы матово-зелёного цвета, с более светлыми боками. Имеют 3 пары грудных и 5 пар брюшных, или ложных, ножек. Вдоль спины проходит тонкая, иногда прерванная тёмно-жёлтая линия; по бокам — светло-жёлтая. Дыхальца в чёрном ободке. Проходят развитие в 5 возрастов за 20—30 дней.
Гусеницы держатся чаще всего на верхней поверхности листьев; днём они обыкновенно неподвижны. Но в случае какой-либо внешней опасности, гусеница втягивает голову, приподнимает переднюю часть тела и поворачивается к своему преследователю, обнаруживая имеющийся здесь яркий рисунок «предостерегающего» вида (красный с тёмными пятнами), иногда выбрызгивая вперёд струйку едкой жидкости. Такое «движение угрозы» резко изменяет весь облик гусеницы, которая в спокойном состоянии мало заметна благодаря покровительственной зелёной окраске.

#### Кормовые растения
Крестоцветные (Cruciferae), в частности питаются резухой, чесночницей черешчатой, капустой, резедой.
Молодые гусеницы питаются преимущественно на нижней стороне листьев кормовых растений, и скелетируют их. Гусеницы старших возрастов держатся на верхней стороне — прогрызая в них сквозные отверстия или обгрызая листья с краев.

### Куколка

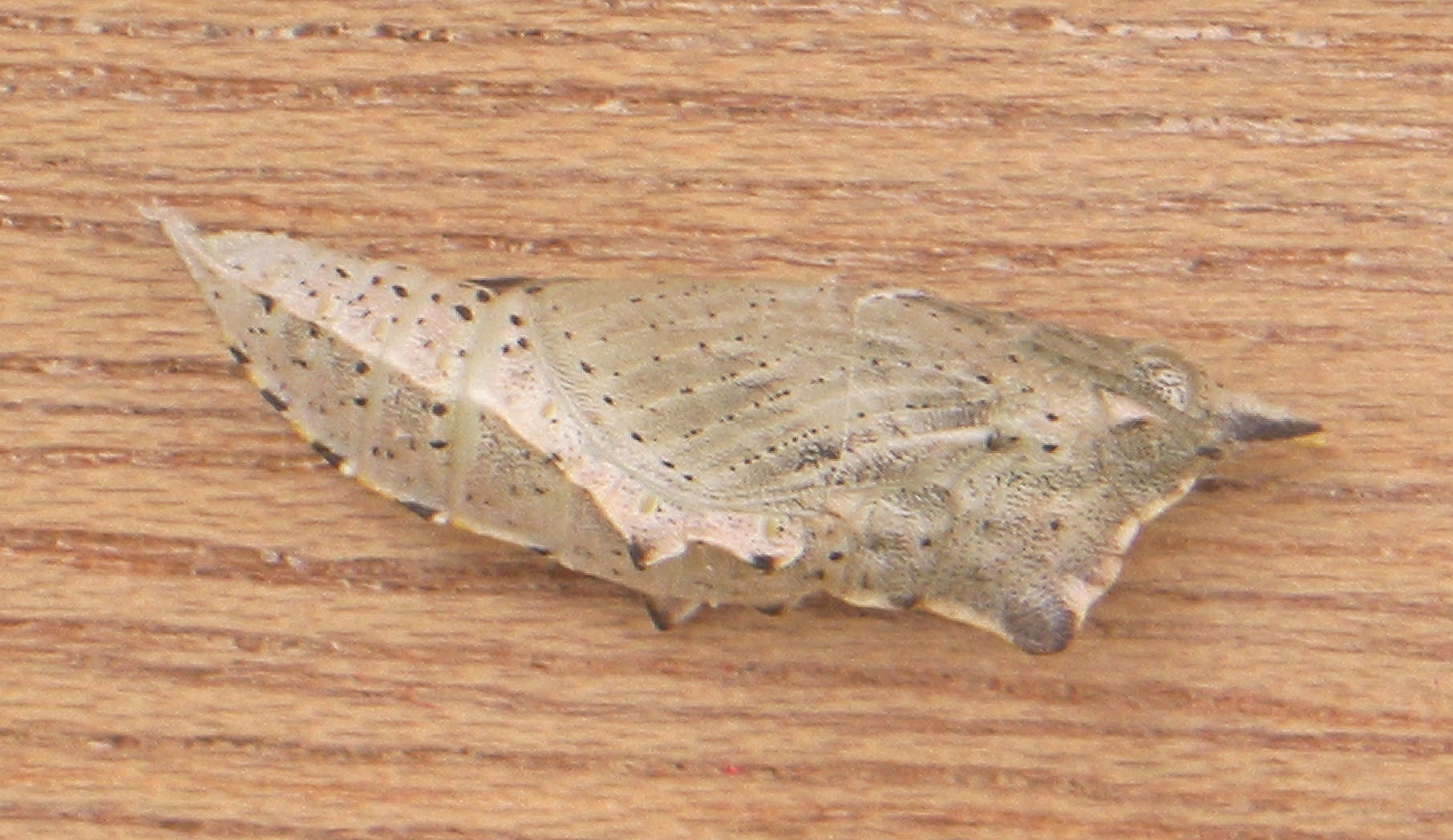
Куколка

Окукливание происходит на каком-нибудь твёрдом предмете, как и у всех дневных бабочек. Куколки второго поколения зимуют. Куколка с острыми спинным и боковыми шипами, зелёная или зеленовато-серая, с 3 жёлтыми продольными линиями и с чёрными точками. В целом окраска зависит от субстрата, к которому она прикреплена.

## Исследование ДНК
Для изучения распространения насекомых на примере репниц был запущен международный научно-исследовательский проект гражданской инициативы «Pieris» под эгидой учёных и исследователей из различных министерств, ведомств, университетов и простых любителей-энтомологов по всему миру. При помощи сотен участников проекта были собраны тысячи особей со всех территорий их ареала, из которых извлекли и секвенировали ядерные и митохондриальные ДНК. Все исследованные особи стали частью эволюционной модели, с помощью которой попытались предсказать количество отдельных групп репниц. В процессе исследований были выявлены пути исхода насекомых и способы их распространения. 

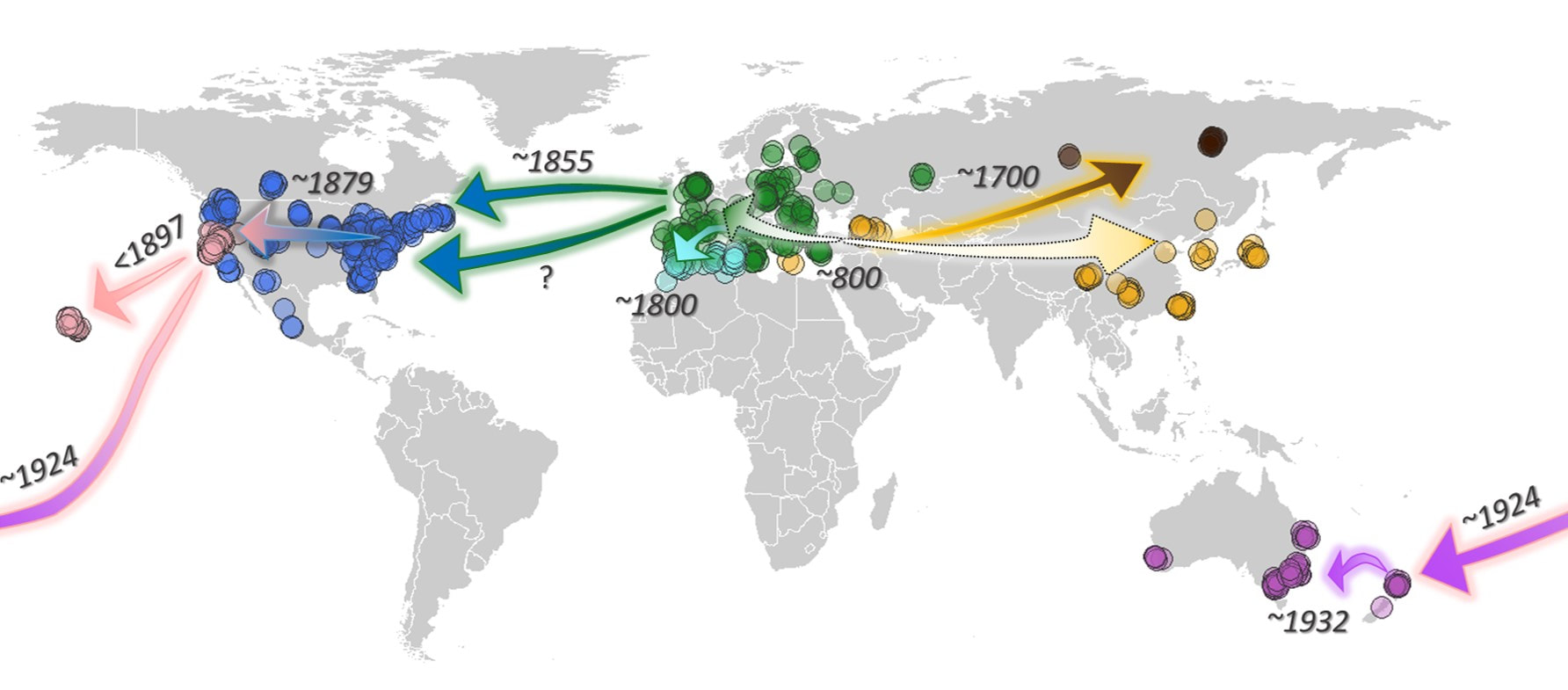
Карта глобального расселения репниц по исследованиям ДНК бабочек

По предварительным данным исследования обнаружилось существование, — как минимум, — семи различных популяций Pieris rapae и их последующие частичные гибридизации. Также научный анализ показал, что около 300 лет тому назад (данные 2021 года) эти бабочки попали в восточную часть России из очень небольшой популяции Азии и 100 лет спустя небольшая часть уже европейских потомков перебралась в Северную Африку, возможно, через Испанию. Мнение о завозе бабочек на северо-американский континент из Европы (Великобритании) подтвердился, учитывая, что в 1860-х годах тысячи судов, перевозивших товары и мигрантов, направлялись из Европы в восточную часть Северной Америки. Также была обнаружена популяция бабочек на западе Соединённых Штатов (с центром в Сан-Франциско, Калифорния), которая генетически отличается от других особей и популяций исследуемых насекомых, обитающих в Северной Америке. Наиболее вероятно, что эта западная популяция произошла от нескольких особей, которые попали на запад из восточной части Северной Америки и это подтверждается развитием железнодорожных линий около 1879 года, по которым предположительно и были переселены эти популяции. Часть популяции бабочек оказалась из Новой Зеландии и это, скорее всего, было обусловлено торговыми отношениями 1930-х годов. Они прибыли на корабле из Сан-Франциско, штат Калифорния. 
США экспортировали товары в Новую Зеландию, а Сан-Франциско был основным портом для торговли того времени. После прибытия в Новую Зеландию небольшая популяция бабочек быстро перебралась в Австралию через порт Мельбурна. Исследователями было обнаружено, что интродуцированные популяции генетически менее разнообразны, чем популяции, из которых они произошли. Этот результат обычно является следствием того, что группа насекомых была образована небольшим количеством особей и интродуцированные популяции проходят из какого-то небольшого места или территории. Восточная часть России также гораздо менее разнообразна генетически, чем ожидалось. Популяции этих бабочек в России относительно изолированы и количество особей, составляющие эти популяции, относительно невелико. Один из городов, откуда происходят исследованные бабочки — Якутск, — который является одним из самых холодных в мире. Соответственно изолированные популяции, как правило, имеют низкое генетическое разнообразие. В процессе анализа митохондриальной ДНК каждой бабочки было обнаружено 88 уникальных гаплогрупп со всего мира.

## Паразитоиды
Для гусениц — наездники Apanteles glomeratus и Hyposoter vulgaris, куколок — Pteromalus puparium.

## Хозяйственное значение
Репница относится к вредителям овощных культур. В Европе вред, наносимый ею капустным растениям, незначителен, но в Америке очень ощутим. Гусеницы повреждают капусту (белокочанную и цветную), брюкву, репу, редьку, хрен, редис, кресс-салат, рапс, турнепс и другие культурные и дикорастущие крестоцветные растения (пастушья сумка, клоповник и др.), резеду и каперсы.
Единственное средство истребления (так как сбор гусениц или яиц невозможен по причине разрозненного образа жизни и зелёного цвета первых) — опрыскивание ядовитыми растворами (хлорная известь и т. п.).